# Észtország a 2020. évi nyári olimpiai játékokon
Észtország a japán Tokióban megrendezett 2020. évi nyári olimpiai játékok egyik részt vevő nemzete volt. Az országot az olimpián 14 sportágban 33 sportoló képviselte, akik összesen 2 érmet szereztek.

## Érmesek
| Érem  | Versenyző                                               | Sportág | Versenyszám           |
| ----- | ------------------------------------------------------- | ------- | --------------------- |
| Arany | Julia Beljajeva Irina Embrich Erika Kirpu Katrina Lehis | Vívás   | Női párbajtőr, csapat |
| Bronz | Katrina Lehis                                           | Vívás   | Női párbajtőr, egyéni |

## Atlétika
Férfi
| Versenyző     | Versenyszám | Előfutam | Előfutam | Előfutam | Elődöntő | Elődöntő | Elődöntő | Döntő   | Döntő    |
| Versenyző     | Versenyszám | Idő      | Hely.    | Össz.    | Idő      | Hely.    | Össz.    | Idő     | Helyezés |
| ------------- | ----------- | -------- | -------- | -------- | -------- | -------- | -------- | ------- | -------- |
| Rasmus Mägi   | 400 m gát   | 48,73    | 2.       | 7.       | 48,36    | 2.       | 9.       | 48,11   | 7.       |
| Roman Fosti   | Maraton     |          |          |          |          |          |          | 2:25:37 | 67.      |
| Tiidrek Nurme | Maraton     |          |          |          |          |          |          | 2:16:16 | 26.      |

| Versenyző    | Versenyszám | 100 m | 100 m | Távolugrás | Távolugrás | Súlylökés | Súlylökés | Magasugrás | Magasugrás | 400 m | 400 m | 110 m gát | 110 m gát | Diszkoszvetés | Diszkoszvetés | Rúdugrás                 | Rúdugrás | Gerelyhajítás | Gerelyhajítás | 1500 m  | 1500 m | Végeredmény | Végeredmény |
| Versenyző    | Versenyszám | Idő   | Pont  | Eredmény   | Pont       | Eredmény  | Pont      | Eredmény   | Pont       | Idő   | Pont  | Idő       | Pont      | Eredmény      | Pont          | Eredmény                 | Pont     | Eredmény      | Pont          | Idő     | Pont   | Pont        | Helyezés    |
| ------------ | ----------- | ----- | ----- | ---------- | ---------- | --------- | --------- | ---------- | ---------- | ----- | ----- | --------- | --------- | ------------- | ------------- | ------------------------ | -------- | ------------- | ------------- | ------- | ------ | ----------- | ----------- |
| Johannes Erm | Tízpróba    | 11,04 | 852   | 736 cm     | 900        | 14,60 m   | 765       | 199 cm     | 794        | 48,25 | 897   | 14,55     | 905       | 45,72 m       | 782           | 480 cm                   | 849      | 58,41 m       | 714           | 4:28,42 | 755    | 8213        | 11.         |
| Karel Tilga  | Tízpróba    | 11,31 | 793   | 677 cm     | 760        | 15,25 m   | 805       | 202 cm     | 822        | 50,48 | 793   | 16,10     | 722       | 41,31 m       | 691           | érvényes kísérlet nélkül | 0        | 73,36 m       | 941           | 4:38,24 | 691    | 7018        | 20.         |
| Maicel Uibo  | Tízpróba    | 11,32 | 791   | 737 cm     | 903        | 13,95 m   | 725       | 202 cm     | 822        | 50,82 | 777   | 14,83     | 870       | 46,38 m       | 795           | 550 cm                   | 1067     | 50,64 m       | 598           | 4:38,64 | 689    | 8037        | 15.         |

Női
| Versenyző     | Versenyszám | Selejtező                | Selejtező                | Döntő    | Döntő    |
| Versenyző     | Versenyszám | Eredmény                 | Helyezés                 | Eredmény | Helyezés |
| ------------- | ----------- | ------------------------ | ------------------------ | -------- | -------- |
| Ksenija Balta | Távolugrás  | érvényes kísérlet nélkül | érvényes kísérlet nélkül | kiesett  | kiesett  |

## Birkózás
Férfi
Kötöttfogású
| Versenyző     | Versenyszám | Nyolcaddöntő                   | Negyeddöntő       | Elődöntő          | Vigaszág elődöntő | Bronz- mérkőzés   | Döntő             | Helyezés |
| Versenyző     | Versenyszám | Ellenfél Eredmény              | Ellenfél Eredmény | Ellenfél Eredmény | Ellenfél Eredmény | Ellenfél Eredmény | Ellenfél Eredmény | Helyezés |
| ------------- | ----------- | ------------------------------ | ----------------- | ----------------- | ----------------- | ----------------- | ----------------- | -------- |
| Artur Vititin | 130 kg      | Muminjon Abdullaev (UZB) · 0–8 | kiesett           | kiesett           | kiesett           | kiesett           | kiesett           | 15.      |

Női
Szabadfogású
| Versenyző | Versenyszám | Nyolcaddöntő            | Negyeddöntő               | Elődöntő          | Vigaszág elődöntő | Bronz- mérkőzés   | Döntő             | Helyezés |
| Versenyző | Versenyszám | Ellenfél Eredmény       | Ellenfél Eredmény         | Ellenfél Eredmény | Ellenfél Eredmény | Ellenfél Eredmény | Ellenfél Eredmény | Helyezés |
| --------- | ----------- | ----------------------- | ------------------------- | ----------------- | ----------------- | ----------------- | ----------------- | -------- |
| Epp Mäe   | 76 kg       | Erica Wiebe (CAN) · 5–4 | Szuzuki Hiroe (JPN) · 0–3 | kiesett           | kiesett           | kiesett           | kiesett           | 8.       |

## Cselgáncs
Férfi
| Versenyző        | Versenyszám  | 32-es főtábla                                    | Nyolcaddöntő      | Negyeddöntő       | Elődöntő          | Vigaszág elődöntő | Bronz- mérkőzés   | Döntő             | Helyezés |
| Versenyző        | Versenyszám  | Ellenfél Eredmény                                | Ellenfél Eredmény | Ellenfél Eredmény | Ellenfél Eredmény | Ellenfél Eredmény | Ellenfél Eredmény | Ellenfél Eredmény | Helyezés |
| ---------------- | ------------ | ------------------------------------------------ | ----------------- | ----------------- | ----------------- | ----------------- | ----------------- | ----------------- | -------- |
| Grigori Minaškin | Félnehézsúly | Lkhagvasürengiin Otgonbaatar (MGL) · 00(2)–01(1) | kiesett           | kiesett           | kiesett           | kiesett           | kiesett           | kiesett           | 17.      |

## Evezés
Férfi
| Versenyző                                               | Versenyszám   | Előfutam | Előfutam | Vigaszág | Vigaszág | Döntő | Döntő   | Döntő | Helyezés |
| Versenyző                                               | Versenyszám   | Idő      | Hely.    | Idő      | Hely.    | Típus | Idő     | Hely. | Helyezés |
| ------------------------------------------------------- | ------------- | -------- | -------- | -------- | -------- | ----- | ------- | ----- | -------- |
| Jüri-Mikk Udam Allar Raja Tõnu Endrekson Kaspar Taimsoo | Négypárevezős | 5:47,12  | 3.       | 5:56,52  | 2.       | A     | 5:38,58 | 6.    | 6.       |

## Íjászat
Női
| Versenyző    | Versenyszám | Selejtező | Selejtező | 64-es főtábla                      | 32-es főtábla                              | Nyolcaddöntő      | Negyeddöntő       | Elődöntő          | Döntő             | Helyezés |
| Versenyző    | Versenyszám | Pont      | Kiemelés  | Ellenfél Eredmény                  | Ellenfél Eredmény                          | Ellenfél Eredmény | Ellenfél Eredmény | Ellenfél Eredmény | Ellenfél Eredmény | Helyezés |
| ------------ | ----------- | --------- | --------- | ---------------------------------- | ------------------------------------------ | ----------------- | ----------------- | ----------------- | ----------------- | -------- |
| Reena Pärnat | Egyéni      | 626       | 53.       | Denisa Baránková (SVK) (12.) · 6–4 | Lin Csia-en (Lin Jia-En) (TPE) (21.) · 3–7 | kiesett           | kiesett           | kiesett           | kiesett           | 17.      |

## Kerékpározás

### Hegyi-kerékpározás
| Versenyző   | Versenyszám      | Idő     | Helyezés |
| ----------- | ---------------- | ------- | -------- |
| Janika Lõiv | Női terepverseny | 1:23:17 | 17.      |

### Országúti kerékpározás
Férfi
| Versenyző     | Versenyszám   | Idő                 | Helyezés      |
| ------------- | ------------- | ------------------- | ------------- |
| Peeter Pruus  | Mezőnyverseny | nem ért célba       | nem ért célba |
| Tanel Kangert | Mezőnyverseny | 6:15:38 (+10:12)    | 46.           |
| Tanel Kangert | Időfutam      | 59:05,25 (+4:01,06) | 22.           |

## Lovaglás
Díjlovaglás
| Versenyző      | Ló         | Versenyszám | Selejtező | Selejtező | Selejtező | Döntő   | Döntő   | Végeredmény | Végeredmény |
| Versenyző      | Ló         | Versenyszám | Csop.     | Pont      | Hely.     | Pont    | Hely.   | Pont        | Helyezés    |
| -------------- | ---------- | ----------- | --------- | --------- | --------- | ------- | ------- | ----------- | ----------- |
| Dina Ellermann | Donna Anna | Egyéni      | B         | 65,435    | 9.        | kiesett | kiesett | 65,435      | 49.         |

## Sportlövészet
Férfi
| Versenyző    | Versenyszám          | Selejtező | Selejtező | Döntő   | Döntő    |
| Versenyző    | Versenyszám          | Pont      | Helyezés  | Pont    | Helyezés |
| ------------ | -------------------- | --------- | --------- | ------- | -------- |
| Peeter Olesk | Gyorstüzelő pisztoly | 572       | 19.       | kiesett | kiesett  |
| Peeter Olesk | Légpisztoly          | 564       | 33.       | kiesett | kiesett  |

## Tenisz
Női
| Versenyző       | Versenyszám | 64-es főtábla                  | 32-es főtábla     | Nyolcaddöntő      | Negyeddöntő       | Elődöntő          | Bronz- mérkőzés   | Döntő             | Helyezés |
| Versenyző       | Versenyszám | Ellenfél Eredmény              | Ellenfél Eredmény | Ellenfél Eredmény | Ellenfél Eredmény | Ellenfél Eredmény | Ellenfél Eredmény | Ellenfél Eredmény | Helyezés |
| --------------- | ----------- | ------------------------------ | ----------------- | ----------------- | ----------------- | ----------------- | ----------------- | ----------------- | -------- |
| Anett Kontaveit | Egyes       | María Szákari (GRE) · 5-7, 2-6 | kiesett           | kiesett           | kiesett           | kiesett           | kiesett           | kiesett           | 33.      |

## Tollaslabda
| Versenyző     | Versenyszám | Csoportkör                                                                                    | Csoportkör | Nyolcaddöntő      | Negyeddöntő       | Elődöntő          | Bronz- mérkőzés   | Döntő             | Helyezés |
| Versenyző     | Versenyszám | Ellenfél Eredmény                                                                             | Hely.      | Ellenfél Eredmény | Ellenfél Eredmény | Ellenfél Eredmény | Ellenfél Eredmény | Ellenfél Eredmény | Helyezés |
| ------------- | ----------- | --------------------------------------------------------------------------------------------- | ---------- | ----------------- | ----------------- | ----------------- | ----------------- | ----------------- | -------- |
| Raul Must     | Férfi egyes | N csoport · Csen Lung (Chen Long) (CHN) · 10–21, 9–21 · Pablo Abián (ESP) · 7–21, 11–21       | 3.         | kiesett           | kiesett           | kiesett           | kiesett           | kiesett           | 15.      |
| Kristin Kuuba | Női egyes   | D csoport · Daniela Macías (PER) · 21–19, 21–13 · Busanan Ongbamrungphan (THA) · 16–21, 12–21 | 2.         | kiesett           | kiesett           | kiesett           | kiesett           | kiesett           | 15.      |

## Triatlon
Egyéni
| Versenyző     | Versenyszám | 1,5 km úszás | Depózás 1 | 40 km kerékpározás | Depózás 2     | 10 km futás | Összesítés | Összesítés |
| Versenyző     | Versenyszám | Idő          | Idő       | Idő                | Idő           | Idő         | Idő        | Helyezés   |
| ------------- | ----------- | ------------ | --------- | ------------------ | ------------- | ----------- | ---------- | ---------- |
| Kaidi Kivioja | Női         | 21:40        | 0:48      | lekörözték         | nem ért célba | kiesett     | kiesett    | kiesett    |

## Úszás
Férfi
| Versenyző       | Versenyszám    | Előfutam | Előfutam | Előfutam | Elődöntő | Elődöntő | Elődöntő | Döntő   | Döntő    |
| Versenyző       | Versenyszám    | Idő      | Hely.    | Össz.    | Idő      | Hely.    | Össz.    | Idő     | Helyezés |
| --------------- | -------------- | -------- | -------- | -------- | -------- | -------- | -------- | ------- | -------- |
| Kregor Zirk     | 200 m gyors    | 1:46,10  | 3.       | 11.      | 1:46,67  | 8.       | 13.      | kiesett | kiesett  |
| Kregor Zirk     | 400 m gyors    | 3:47,05  | 3.       | 15.      |          |          |          | kiesett | kiesett  |
| Kregor Zirk     | 100 m pillangó | 52,82    | 6.       | 41.      | kiesett  | kiesett  | kiesett  | kiesett | kiesett  |
| Kregor Zirk     | 200 m pillangó | 1:57,26  | 5.       | 25.      | kiesett  | kiesett  | kiesett  | kiesett | kiesett  |
| Martin Allikvee | 200 m mell     | 2:12,60  | 3.       | 25.      | kiesett  | kiesett  | kiesett  | kiesett | kiesett  |

Női
| Versenyző      | Versenyszám | Előfutam | Előfutam | Előfutam | Elődöntő | Elődöntő | Elődöntő | Döntő   | Döntő    |
| Versenyző      | Versenyszám | Idő      | Hely.    | Össz.    | Idő      | Hely.    | Össz.    | Idő     | Helyezés |
| -------------- | ----------- | -------- | -------- | -------- | -------- | -------- | -------- | ------- | -------- |
| Eneli Jefimova | 100 m mell  | 1:06,79  | 6.       | 14.      | 1:07,58  | 8.       | 16.      | kiesett | kiesett  |
| Eneli Jefimova | 200 m mell  | 2:27,87  | 6.       | 27.      | kiesett  | kiesett  | kiesett  | kiesett | kiesett  |

## Vívás
Női
| Versenyző                                               | Versenyszám       | Selejtező         | 32-es főtábla                 | Nyolcaddöntő                | Negyeddöntő                                                                              | Elődöntő                                                                       | Bronz- mérkőzés                 | Döntő | Helyezés |
| Versenyző                                               | Versenyszám       | Ellenfél Eredmény | Ellenfél Eredmény             | Ellenfél Eredmény           | Ellenfél Eredmény                                                                        | Ellenfél Eredmény                                                              | Ellenfél Eredmény               | Ellenfél Eredmény | Helyezés |
| ------------------------------------------------------- | ----------------- | ----------------- | ----------------------------- | --------------------------- | ---------------------------------------------------------------------------------------- | ------------------------------------------------------------------------------ | ------------------------------- | --- | -------- |
| Julia Beljajeva                                         | Párbajtőr, egyéni | erőnyerő          | Coraline Vitalis (FRA) · 15–5 | Szató Nozomi (JPN) · 15–10  | Ana Maria Popescu (ROU) · 8–15                                                           | kiesett                                                                        | kiesett                         | kiesett | 7.       |
| Erika Kirpu                                             | Párbajtőr, egyéni | erőnyerő          | Kelley Hurley (USA) · 14–15   | kiesett                     | kiesett                                                                                  | kiesett                                                                        | kiesett                         | kiesett | 25.      |
| Katrina Lehis                                           | Párbajtőr, egyéni | erőnyerő          | Ewa Trzebińska (POL) · 11–10  | Mara Navarria (ITA) · 15–10 | Rossella Fiamingo (ITA) · 15–7                                                           | Ana Maria Popescu (ROU) · 11–15                                                | Aizanat Murtazaeva (ROC) · 15–8 | |          |
| Julia Beljajeva Irina Embrich Erika Kirpu Katrina Lehis | Párbajtőr, csapat |                   |                               |                             | Lengyelország (POL) · Aleksandra Jarecka · Renata Knapik-Miazga · Ewa Trzebińska · 29–26 | Olaszország (ITA) · Rossella Fiamingo · Federica Isola · Mara Navarria · 42–34 |                                 | Dél-Korea (KOR) · Cshö Indzsong (Choi In-jeong) · Kang Jongmi (Kang Young-mi) · I Hjein (Lee Hye-in) · Szong Szera (Song Se-ra) · 36–32 |          |

## Vitorlázás
Férfi
| Versenyző         | Versenyszám | Futam | Futam | Futam | Futam | Futam | Futam | Futam | Futam | Futam | Futam | Futam   | Pontszám | Helyezés |
| Versenyző         | Versenyszám | 1     | 2     | 3     | 4     | 5     | 6     | 7     | 8     | 9     | 10    | É       | Pontszám | Helyezés |
| ----------------- | ----------- | ----- | ----- | ----- | ----- | ----- | ----- | ----- | ----- | ----- | ----- | ------- | -------- | -------- |
| Karl-Martin Rammo | Laser       | 16    | 13    | 19    | 8     | 1     | 21    | 12    | 25    | 1     | (26)  | kiesett | 116      | 15.      |

Női
| Versenyző     | Versenyszám     | Futam | Futam | Futam | Futam | Futam | Futam | Futam | Futam | Futam | Futam | Futam | Futam | Futam   | Pontszám | Helyezés |
| Versenyző     | Versenyszám     | 1     | 2     | 3     | 4     | 5     | 6     | 7     | 8     | 9     | 10    | 11    | 12    | É       | Pontszám | Helyezés |
| ------------- | --------------- | ----- | ----- | ----- | ----- | ----- | ----- | ----- | ----- | ----- | ----- | ----- | ----- | ------- | -------- | -------- |
| Ingrid Puusta | Szörfvitorlázás | 15    | 12    | 16    | 10    | 14    | 17    | 17    | 17    | 17    | (18)  | 13    | 18    | kiesett | 166      | 16.      |